# Mniszki (Budry)
Mniszki (deutsch Nonnenberg) ist ein kleiner Ort im Nordosten der polnischen Woiwodschaft Ermland-Masuren. Er gehört zur Gmina (Landgemeinde) Budry (Buddern) und liegt im Powiat Węgorzewski (Kreis Angerburg).

## Geographie
Mniszki liegt etwa 18 Kilometer nördlich der Kreisstadt Węgorzewo (Angerburg) unmittelbar im Grenzgebiet zu Russlands Oblast Kaliningrad (Gebiet Königsberg (Preußen)) und ist auf nur recht unwegsamer Straße von Ołownik (Launingken, 1938–1945 Sanden) aus zu erreichen. Der drei Kilometer entfernte Nachbarort war vor 1945 zugleich Bahnstation an der Strecke von den heute auf russischem Gebiet liegenden Städten Gumbinnen (russisch: Gussew) und Darkehmen (1938–1946 Angerapp, russisch: Osjorsk) bis nach Angerburg, die heute nicht mehr in Betrieb ist.

## Geschichte
Das ehedem „Nonnenberg“ genannte Dorf war vor 1945 wie auch Alt Eszergallen (1936–1938 Alt Eschergallen, 1938–1946 Sandenwalde), Neusorge und Wald Illmen (die beiden letzteren, nicht mehr existenten Orte lägen heute auf russischem Staatsgebiet) ein Ortsteil der Gemeinde Launingken, die zwischen 1874 und 1945 zugleich namensgebender Ort und Verwaltungssitz des Amtsbezirks Launingken war. Er gehörte – von 1939 bis 1945 in „Amtsbezirk Sanden“ umbenannt – bis 1945 zum Landkreis Darkehmen (1939–1945 Landkreis Angerapp) im Regierungsbezirk Gumbinnen der preußischen Provinz Ostpreußen.
Im Jahr 1905 zählte Nonnenberg 33 Einwohner in nur einer Wohnstätte.
Infolge des Zweiten Weltkrieges kam Nonnenberg zu Polen, wurde 1945 in Mniszki umbenannt und wechselte vom Landkreis Darkehmen in den Powiat Węgorzewski (Kreis Angerburg), nun in der Woiwodschaft Ermland-Masuren (1975 bis 1998 Woiwodschaft Suwałki) gelegen. Mniszki gehört zur Landgemeinde Budry (Buddern) und ist dem Schulzenamt Olszewo Węgorzewskie (Olschöwen, 1938 bis 1945 Kanitz) zugeordnet.

## Religionen
Bis 1945 war die überwiegend evangelische Bevölkerung von Nonnenberg in das Kirchspiel Dombrowken (1938–1945 Eibenburg, seit 1945: Dąbrówka) eingepfarrt. Es war Teil des Kirchenkreises Darkehmen (1938–1946 Angerapp, seit 1946: Osjorsk) in der Kirchenprovinz Ostpreußen der Kirche der Altpreußischen Union. 
Die heute fast ausnahmslos katholische Einwohnerschaft von Mniszki gehört ebenfalls zur Kirche in Dąbrówka, die heute allerdings nicht mehr Pfarr-, sondern Filialkirche und dem Dekanat Węgorzewo (Angerburg) im Bistum Ełk (Lyck) der Katholischen Kirche in Polen unterstellt ist. Die evangelischen Kirchenglieder gehören jetzt zur Kirche in Węgorzewo im Pfarrsprengel Giżycko (Lötzen) innerhalb der Diözese Masuren der Evangelisch-Augsburgischen Kirche in Polen.